# Grabowskia duplicata
Grabowskia duplicata är en potatisväxtart som beskrevs av George Arnott Walker Arnott. Grabowskia duplicata ingår i släktet Grabowskia och familjen potatisväxter. Inga underarter finns listade i Catalogue of Life.